# Frédéric Kowal
Frédéric Michel Kowal (Nogent-sur-Seine, 2 de octubre de 1970) es un deportista francés que compitió en remo.
Participó en dos Juegos Olímpicos de Verano, obteniendo una medalla de bronce en Atlanta 1996, en la prueba de doble scull, y el séptimo lugar en Sídney 2000, en la misma prueba.

## Palmarés internacional
| Juegos Olímpicos | Juegos Olímpicos         | Juegos Olímpicos  | Juegos Olímpicos |
| Año              | Lugar                    | Medalla           | Prueba           |
| ---------------- | ------------------------ | ----------------- | ---------------- |
| 1996             | Atlanta (Estados Unidos) | Medalla de bronce | Doble scull      |